# Lesura Cove
Die Lesura Cove (englisch; bulgarisch залив Лесура saliw Lessura) ist eine 1,97 km breite und 1,2 km lange Bucht an der Südküste von Two Hummock Island im Palmer-Archipel westlich der Antarktischen Halbinsel. Sie liegt westlich des Veyka Point.
Britische Wissenschaftler kartierten sie 1978. Die bulgarische Kommission für Antarktische Geographische Namen benannte sie 2013 nach der Ortschaft Lessura im Nordwesten Bulgariens.